# James Segeyaro

a Compétitions nationales et continentales officielles uniquement.

b Matchs officiels uniquement.
James Segeyaro, né le 10 novembre 1990 à Goroka (Papouasie-Nouvelle-Guinée), est un joueur de rugby à XIII papou évoluant au poste de talonneur. Il fait ses débuts en National Rugby League avec les Cowboys du North Queensland lors de la saison 2011 avant de rejoindre en 2013 les Panthers de Penrith. Par ailleurs, il est appelé en sélection papou depuis 2011.

## Biographie
James Segyaro est né en Papouasie-Nouvelle-Guinée. Son père, Ifiso Segeyaro, était un joueur de rugby à XIII qui a disputé des matchs avec la sélection papou dans les années 1980. Son père, victime d'une attaque à vol armé dans les années 1990, décide d'envoyer sa famille et James en Australie lorsque ce dernier avait six ans pour l'éloigner de la violence de son pays. Ifiso resté au pays, la mère de James se remarie avec un Australien avec qui James ne s'entend pas. Il quitte l'école à neuf ans, il trouve refuge auprès d'amis de ses parents Dean et Susan Barnard. A treize ans, il décide de s'installer chez eux et les considère comme ses parents. Ces derniers l'encouragent à jouer au rugby à XIII, pratique interdite auparavant par sa mère en raison de sa croyance religieuse (Église adventiste du septième jour). A seize ans, il signe un contrat avec les South Sydney mais y est viré pour raisons disciplinaires. Finalement, il signe avec les Cowboys du North Queensland à dix-huit ans. Il y fait ses débuts lors de la saison 2011 puis rejoint en 2013 les Panthers de Penrith.
Appelé à disputer la Coupe du monde 2013, il déclare forfait en raison d'une blessure à l'épaule.

## Palmarès
- 7e au classement des talents internationaux (hors Angleterre, Australie et Nouvelle-Zélande) effectué par le Magazine Rugby League World en octobre 2018[1]

## Statistiques
| Saison | Club                     | Compétition           | Matchs | Points | Essais | Goals | Drops |
| ------ | ------------------------ | --------------------- | ------ | ------ | ------ | ----- | ----- |
| 2011   | North Queensland Cowboys | National Rugby League | 19     | 20     | 5      | -     | -     |
| 2012   | North Queensland Cowboys | National Rugby League | 14     | 12     | 3      | -     | -     |
| 2013   | Penrith Panthers         | National Rugby League | 24     | 40     | 10     | -     | -     |
| 2014   | Penrith Panthers         | National Rugby League | 11     | 12     | 3      | -     | -     |